# Estadio San Sebastián
El Estadio San Sebastián es un estadio de fútbol en que se ubica en Pasaquina, La Unión, El Salvador.

## Historia
Es utilizado sobre todo para partidos de fútbol y es el estadio del Pasaquina Fútbol Club. El estadio tiene capacidad para 5,000 espectadores.